# Bahnhof Verona Porta Nuova
Der Bahnhof Verona Porta Nuova ist der Hauptbahnhof der Stadt Verona.

## Lage
Der Bahnhof liegt an der Kreuzung von zwei Hauptlinien von Westen nach Osten und von Norden nach Süden. Dabei schneidet die West-Ost-Bahnstrecke Mailand–Venedig die nord-südlich verlaufende Brennerbahn und ihre Fortsetzung, die Bahnstrecke Verona–Bologna.
Er liegt am Piazzale XXV Aprile (Platz des 25. April) südlich des Stadtzentrums und der Etsch.

## Geschichte
1851 wurde der Bahnhof an der Strecke Verona–Dossobuono eröffnet. Der Bahnhof wurde zwischen 1910 und 1922 weitgehend umgebaut. Nach der Zerstörung durch alliierte Bombenangriffe im Zweiten Weltkrieg wurde zwischen 1946 und 1949 das heutige Gebäude gebaut.

## Fahrgaststatistik
Der Bahnhof Verona Porta Nuova wird täglich von etwa 68.000 Passagieren und insgesamt 25 Millionen jährlich genutzt. Der Bahnhofsbereich ist das Zentrum des Verkehrsnetzes von Verona. Das Busterminal befindet sich unweit des Bahnhofsgebäudes und verbindet die Stadt mit den Umlandgemeinden.

## Abbildungen

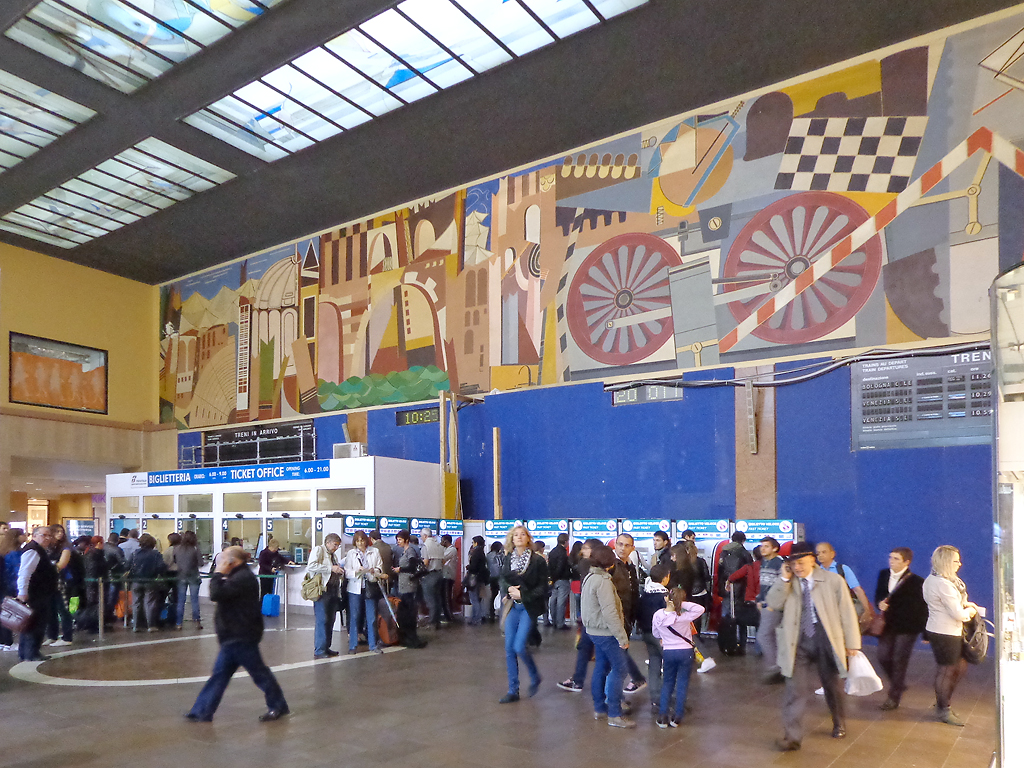
Empfangsgebäude im Inneren
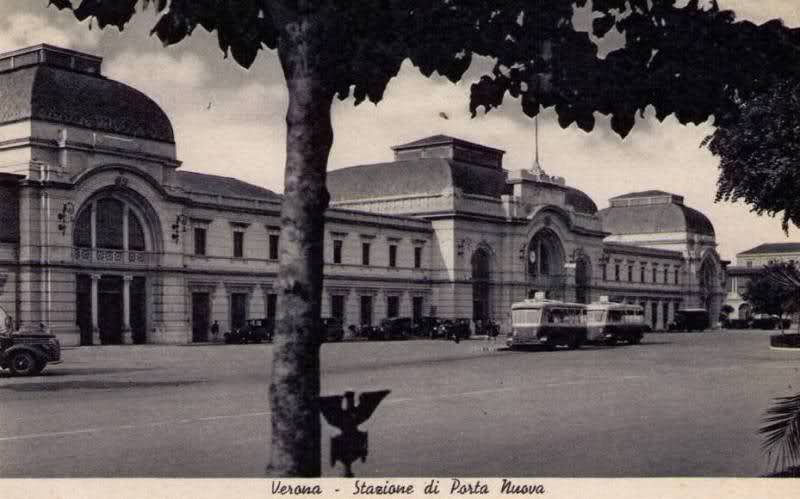
Bahnhof 1944
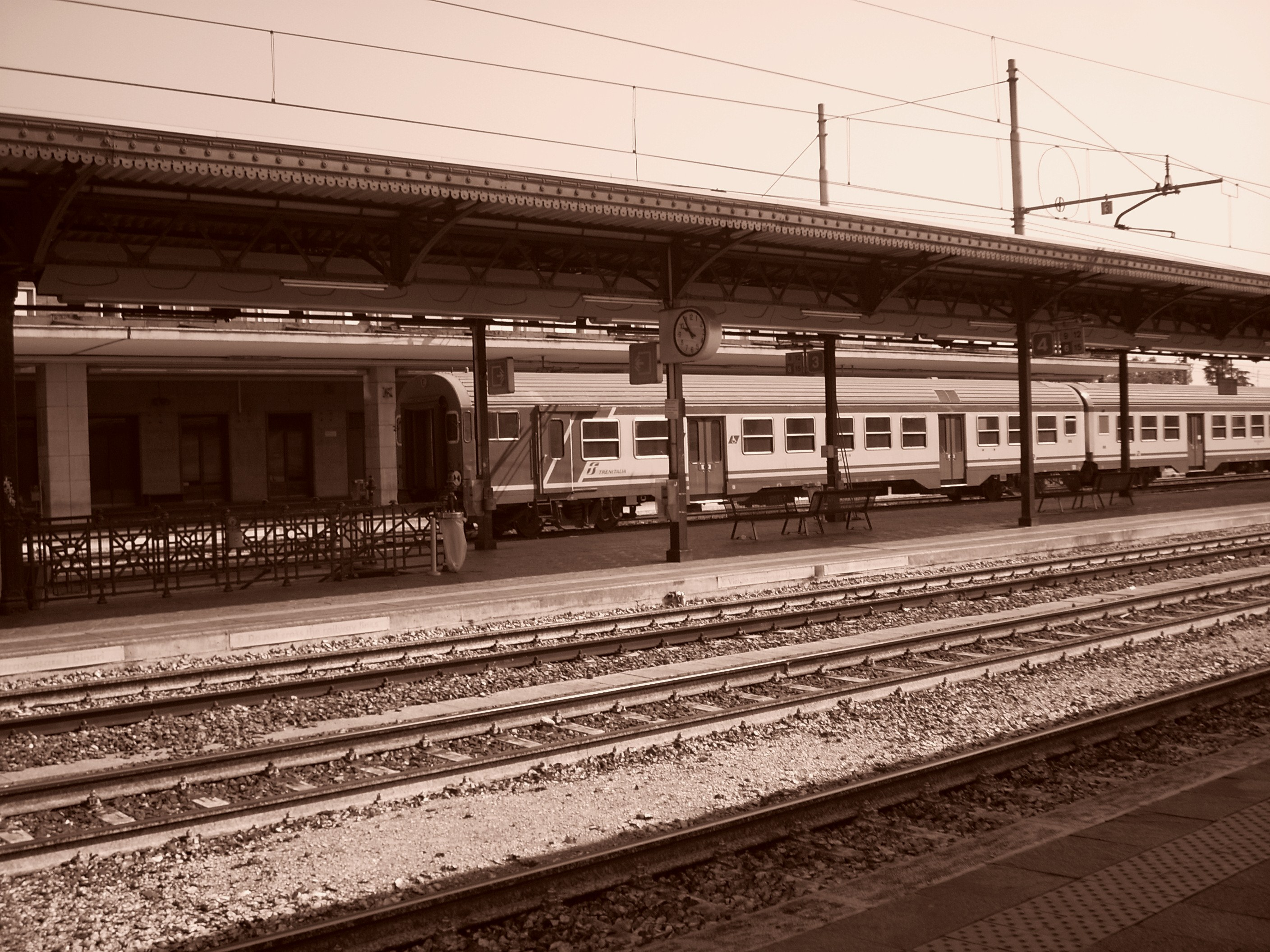
Bahnsteige und Gleise

## Bibliografie
- L. Facchinelli, La ferrovia Verona-Brennero. Storia della linea e delle stazioni nel territorio, Bolzano, Athesia, 1995.

- La ricostruzione degli impianti ferroviari di Verona, in "Ingegneria Ferroviaria" anno IV n. 4 (aprile 1949), pp. 261–264.